# Instituto de Higiene de las Waffen-SS

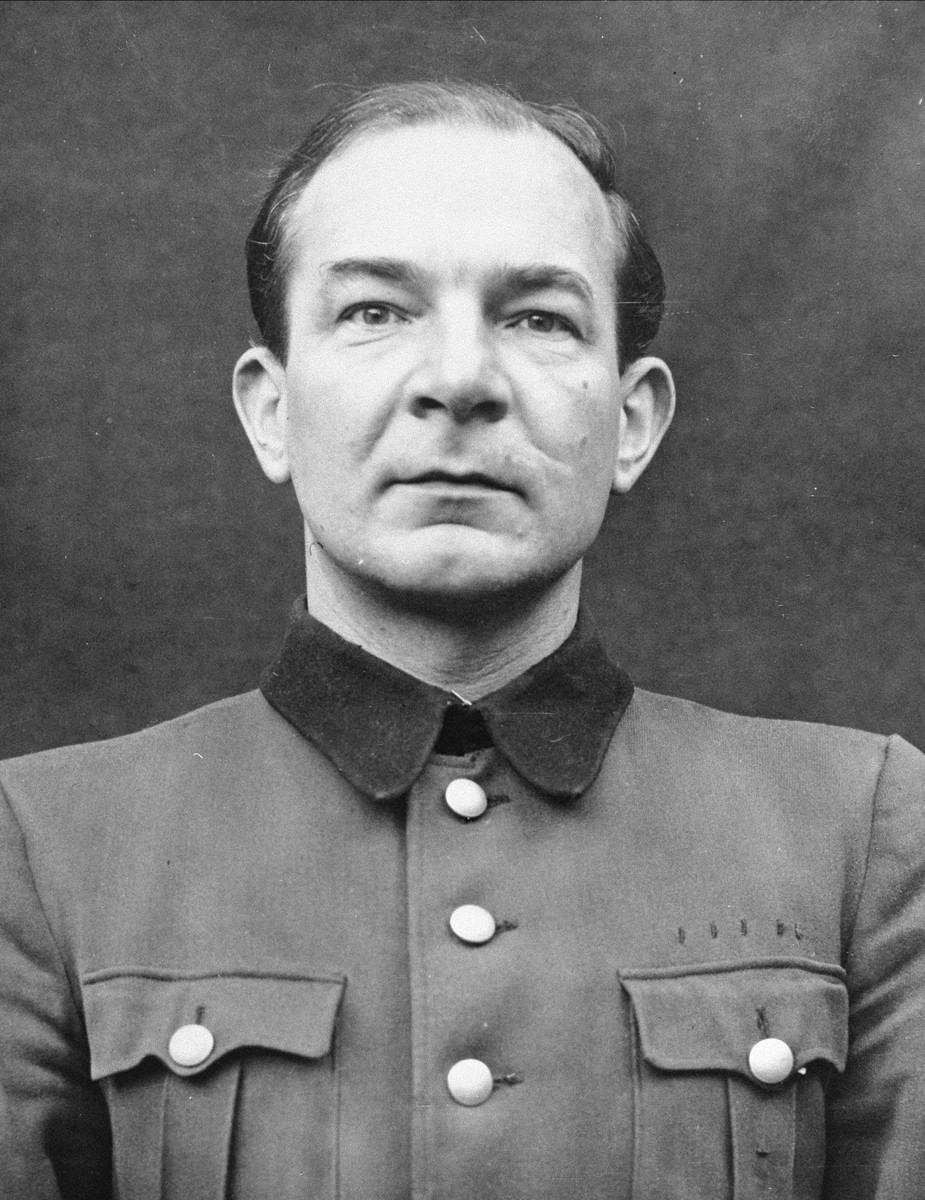
Joachim Mrugowsky como acusado en el Juicio de los médicos de los Juicios de Nuremberg

El Instituto de Higiene de las Waffen-SS (en alemán Hygiene-Institut der Waffen-SS) fue fundado en 1939 como el Centro de Examen Higiénico-Bacteriológico  de las SS, con sede en Berlín. En 1940, se convirtió en el Instituto de Higiene de las Waffen-SS . Entre otras cosas, fue responsable de los experimentos con personas en los campos de concentración, pero también de muchas otras investigaciones inhumanas. Desde 1941, el posterior SS-Oberführer Joachim Mrugowsky, estuvo a cargo del Instituto.